# Nellee Hooper
Paul Andrew „Nellee“ Hooper (* März 1963 in Bristol) ist ein britischer Musikproduzent.

## Leben
Nellee Hooper begann seine Karriere als DJ im Bristoler Künstlerkollektiv The Wild Bunch, zu dem auch Massive Attack gehörte. Zwischen 1989 und 1993 produzierte er die Debütalben von Soul II Soul und Björk (Debut). Im Jahr 1989 produzierte er außerdem Teile von I Do Not Want What I Haven’t Got, dem zweiten Musikalbum der irischen Sängerin Sinéad O’Connor. 1994 produzierte er zusammen mit seinen ehemaligen Weggefährten von Massive Attack deren zweites Album Protection. 1995 gewann er den Brit Award in der Kategorie Bester Produzent für seine Arbeit an den Alben Protection, Post von Björk und Bedtime Stories von Madonna. 1996 produzierte er den preisgekrönten Soundtrack für Baz Luhrmanns William Shakespeares Romeo + Julia. 2003 wurde er mit dem No-Doubt-Album Rock Steady für den Grammy nominiert. 2004 produzierte er für U2 das Album How to Dismantle an Atomic Bomb, wofür er den Grammy gewann.
Er ist außerdem als Remixer tätig, etwa für Garbage, Janet Jackson, Sade.
Von 1992 bis 1994 war Hooper mit dem britischen Model Kadamba Simmons zusammen, später mit dem deutschen Model Daniela Michalski. Von 1999 bis 2000 führte er mit der Schauspielerin Davinia Taylor eine Beziehung, ein Jahr darauf mit dem australischen Model Erica Baxter. 2001 bis 2004 war er mit der Künstlerin Olympia Scarry liiert.